# Edward Smouha
Edward Smouha   (Chorlton-cum-Hardy, 17 de desembre de 1909 - Ginebra, 1 d'abril de 1992) va ser un atleta anglès, especialista en curses de velocitat, que va competir durant la dècada de 1920.
El 1928 va prendre part en els Jocs Olímpics d'Amsterdam, on guanyà la medalla de bronze en la prova dels 4x100 metres relleus del programa d'atletisme. Va formar equip amb Cyril Gill, Walter Rangeley i Jack London.
Estudià al Magdalene College de la Universitat de Cambridge entre 1926 i 1929 i durant la Segona Guerra Mundial serví com a Comandant d'Ala a la Royal Air Force.
El 1973 fou guardonat com a Oficial de l'Orde de l'Imperi Britànic.